# Iława (Landgemeinde)
Gmina wiejska Iława anhörenⓘ ist eine Landgemeinde im Powiat Iławski (Kreis Deutsch Eylau) in der polnischen Woiwodschaft Ermland-Masuren. Sie zählt 13.073 Einwohner (31. Dezember 2020) und hat eine Fläche von 423,6 km², die zu 42 % von Wald und zu 42 % von landwirtschaftlicher Fläche eingenommen wird. Verwaltungssitz der Landgemeinde ist die Stadt Iława (deutsch Deutsch Eylau), die ihr als eigenständige Stadtgemeinde nicht angehört.

## Gemeindegliederung
Die Landgemeinde umfasst 31 Ortsteile mit Schulzenamt und weitere Ortschaften:
| polnischer Name    | deutscher Name (bis 1945)      | polnischer Name | deutscher Name (bis 1945)        | polnischer Name | deutscher Name (bis 1945)                   |
| ------------------ | ------------------------------ | --------------- | -------------------------------- | --------------- | ------------------------------------------- |
| Borek              | Borreck 1938–1945 Hochfelde    | Katarzynki      | Neukrug                          | Segnowy         | Seegenau                                    |
| Dąbrowa            | Damerau                        | Kozianka        |                                  | Siemiany        | Schwalgendorf                               |
| Dół                | Daulen                         | Kwiry           | Quirren                          | Skarszewo       | Scharschau                                  |
| Dziarnówko         | Klein Sehren                   | Laseczno        | Groß Herzogswalde                | Smolniki        | Alt Eiche                                   |
| Dziarny            | Groß Sehren                    | Laseczno Małe   | Klein Herzogswalde               | Stanowo         | Groß Stanau                                 |
| Emilianowo         | Emilienhof                     | Ławice          | Hansdorf                         | Starzykowo      | Groß Stärkenau                              |
| Franciszkowo       | Freudenthal                    | Łowizowo        | Luisenseegen                     | Stradomno       | Stradem                                     |
| Franciszkowo Dolne | Gut Freudenthal                | Makowo          | Melchertswalde                   | Szałkowo        | Schalkendorf                                |
| Frednowy           | Frödenau                       | Mały Bór        | Klein Heide                      | Szczepkowo      | Louisenhof                                  |
| Gałdowo            | Goldau                         | Mątyki          | Montig                           | Szeplerzyzna    | Schönerswalde                               |
| Gardzień           | Garden                         | Mózgowo         | Mosgau                           | Szwalewo        | Alt Schwalge                                |
| Gromoty            | Gramten                        | Nejdyki         | Neuguth                          | Szymbark        | Schönberg                                   |
| Gulb               | Gulbien                        | Nowa Wieś       | Neudorf                          | Tchórzanka      | Languth                                     |
| Jachimówka         | Joachimsthal                   | Nowy Ostrów     | Neu Werder                       | Tłokowisko      |                                             |
| Jażdżówki          | Jadziowken 1938–1945 Seefriede | Owczarnia       | Schäferei Goldau                 | Tynwałd         | Tillwalde                                   |
| Jezierzyce         | Geserich                       | Papiernia       | Papiermühle                      | Urwisko         | Urwiese                                     |
| Julin              | Julienhof                      | Pięć-Jeziorno   | Schöneck                         | Wiewiórka       | Susannenthal                                |
| Kałdunki           | Klein Schönforst               | Pikus           | Picus 1927–1945 Pikus            | Wikielec        | Winkelsdorf                                 |
| Kałduny            | Groß Schönforst                | Prasneta        | Hütte                            | Wilczany        | Wolfsdorf                                   |
| Kaletka            | Kalittken 1938–1945 Kalitten   | Praszki         | Prassen                          | Windyki         | Windeck                                     |
| Kamień             | Stein                          | Przejazd        | Freydeck                         | Wola Kamieńska  | Stein-Caspendorf 1928–1945 Stein-Kaspendorf |
| Kamień Mały        | Stein B                        | Radomek         | Klein Radem                      | Ząbrowo         | Sommerau                                    |
| Kamionka           | Groß Steinersdorf              | Rodzone         | Deutsch Rodzonne 1938–1945 Rosen | Zazdrość        | Bonin                                       |
| Karaś              | Karrasch                       | Rudzienice      | Raudnitz                         |                 |                                             |
| Karłowo            | Karlau                         | Sąpy            | Sumpf                            |                 |                                             |

## Personen (Auswahl)
- Werner von Gustedt-Lablacken (1842–1908), preußischer Gutsbesitzer und Politiker, Mitglied des Deutschen Reichstags